# Iota Geminorum
Iota Geminorum (ι Gem / 60 Geminorum / HD 58207) es una estrella en la constelación de Géminis de magnitud aparente +3,80. A veces llamada Propus —nombre más utilizado para designar a η Geminorum—. Se encuentra a 126 años luz de distancia del sistema solar.
Iota Geminorum es una gigante amarillo-naranja de tipo espectral G9IIIb cuya temperatura superficial es de 4777 K. Con una luminosidad 52 veces mayor que la del Sol y un radio equivalente a 11 radios solares, tiene una masa en torno al doble de la masa solar. Hace 1400 millones de años nació como una estrella blanca de la secuencia principal de tipo A2, y actualmente es una gigante en cuyo núcleo el helio se fusiona en carbono y oxígeno. Dentro de 250 millones de años aumentará en tamaño de forma notable, alcanzando una luminosidad próxima a los 1000 soles.
Como otras gigantes, Iota Geminorum rota lentamente —su velocidad de rotación, 1,5 km/s, es algo menor que la del Sol—, pero debido a sus grandes dimensiones completa un giro en menos de 200 días.
Su metalicidad es inferior a la solar, con una abundancia relativa de hierro equivalente al 74% de la encontrada en el Sol.